# Embaixada da Índia em Brasília
A Embaixada da Índia em Brasília é a principal representação diplomática indiana no Brasil. O atual embaixador é Ashok Das, no cargo desde outubro de 2017.
Está localizada na Avenida das Nações, na quadra SES 805, Lote 24, no Setor de Embaixadas Sul, na Asa Sul, sendo vizinha das embaixadas alemã e turca. A embaixada está em Brasília desde 1971, e a sede atual foi concluída em 2017.

## História
As relações diplomáticas entre Brasil e Índia começam em 1948. Assim como outros países, a Índia recebeu de graça um terreno no Setor de Embaixadas Sul na época da construção de Brasília, medida que visava a instalação mais rápida das representações estrangeiras na nova capital.
A embaixada, que foi instalada em 1948 no Rio de Janeiro, se mudou para em Brasília em 1 de agosto de 1971. A sede atual da embaixada foi finalizada em 2017. Seu projeto, no entanto, começou com a realização de um concurso interno em 2003, vencido pelo arquiteto brasileiro Paulo Henrique Paranhos. O complexo é formado por cinco prédios: a chancelaria fica na entrada, onde ficam os escritórios e onde acontecem os eventos. Logo depois, vem a residência do embaixador e ao centro do terreno, as residências do ministro da embaixada, do adido militar e do primeiro e o segundo secretários. No fundo do terreno fica a casa dos funcionários externos. O desenho tem poucos exageros formais e unidade arquitetônica - todos os prédios se parecem entre sim, tendo dois pavimentos e tem brises, pergolados e pátios abertos similares. O terreno é bem aproveitado e a maior parte dos dormitórios tem vista para o Lago Paranoá.

## Embaixadores
O atual embaixador da Índia no Brasil, Ashok Das, já tinha sido embaixador do país na Islândia. Antes de vir ao Brasil com sua família - esposa e dois filhos - estava encarregado da Divisão da América Latina e Caribe no Ministério das Relações Exteriores indiano. Diplomata de carreira, faz parte do Serviço de Relações Exteriores da Índia desde 1987 e atuou em missões diplomáticas em Portugal, no Camboja, nos Estados Unidos e no Canadá.

### Lista de embaixadores
| Embaixadores                          | Período                              | Referências |
| ------------------------------------- | ------------------------------------ | ----------- |
| Shri M.R. Masani                      | Maio de 1948 - Maio de 1949          | [ 7 ]       |
| HH Raja Joginder Sen Bahadur of Mandi | Maio de 1952 - Março de 1956         |             |
| Shri L.R. S. Singh                    | Abril de 1956 - Julho de 1958        |             |
| M.K. Kriplani ICS                     | Outubro de 1958 - Dezembro de 1961   |             |
| V.H. Coelho                           | Fevereiro de 1963 - Janeiro de 1965  |             |
| B.K. Acharya                          | Julho de 1966 - Dezembro de 1968     |             |
| S.V. Patel                            | Abril de 1969 - Dezembro de 1970     |             |
| Prithi Singh                          | Junho de 1971 - Novembro de 1974     |             |
| Narendra Singh                        | Novembro de 1974 - Fevereiro de 1977 |             |
| H.S. Vahali                           | Maio de 1977 - Setembro de 1980      |             |
| S.S. Nath                             | Outubro de 1980 - Junho de 1985      |             |
| Air Chief Marshall Dilbag Singh       | Agosto de 1985 - Agosto de 1987      |             |
| Shri A.R. Kakodar                     | Setembro de 1987 - Maio de 1991      |             |
| P.K. Budhwar                          | Junho de 1991 - Novembro de 1992     |             |
| G.S. Bedi                             | Dezembro de 1992 - Maio de 1996      |             |
| Ishrat Aziz                           | Junho de 1996 - Setembro de 1998     |             |
| M.P.M. Menon                          | Janeiro de 1999 - Abril de 2002      |             |
| Amitava Tripathi                      | Junho de 2002 - Outubro de 2005      |             |
| H.S. Puri                             | Janeiro de 2006 - Junho de 2008      |             |
| B.S. Prakash                          | Agosto de 2008 - Outubro de 2012     |             |
| Ashok Tomar                           | Março de 2013 - Agosto de 2014       |             |
| Shri Sunil Lal                        | Setembro de 2014 - Outubro de 2017   |             |
| Ashok Das                             | Outubro de 2017 - atualmente         |             |

## Serviços
A embaixada realiza os serviços protocolares das representações estrangeiras, como o auxílio aos indianas que moram no Brasil e aos visitantes vindos da Índia e também para os brasileiros que desejam visitar ou se mudar para o país asiático. Além da embaixada de Brasília, a Índia conta com mais um consulado geral em São Paulo e mais dois consulados honorários em Belo Horizonte e no Rio de Janeiro.
Outras ações que passam pela embaixada são as relações diplomáticas com o governo brasileiro nas áreas política, econômica, cultural e científica. Índia e Brasil tiveram trocas comerciais na casa dos 7,02 bilhões de dólares em 2019, e dois países mantém uma parceria estratégica na área comercial desde 2006. Os indianos investem no Brasil nas áreas de energia, defensivos agrícolas e fabricação de veículos pesados, e os brasileiros investem nas Índia em áreas como motores elétricos, terminais bancários e componentes de veículos pesados.